# 皇甫忠
皇甫忠（?—?），唐朝官员，出自安定皇甫氏，皇甫无逸之孙，皇甫吝之子。
皇甫忠开元十年（722年）从杭州（今浙江省杭州市）刺史转任越州（今浙江省绍兴市）都督，开元十一年（723年）担任许州（今河南省许昌市）刺史。开元十七年（729年）官至卫尉卿、安定县开国伯。